# 前水頭得月樓及黃輝煌洋樓
黃輝煌洋樓是一座位於中華民國金門縣金城鎮水頭聚落，由主棟洋樓、銃樓（得月樓）及假厝、前埕牆規樓組成，建築群建於1931年，目前建築群已以『前水頭得月樓及黃輝煌洋樓』的名義登錄為文化資產，並於2019年1月15日公告。

## 沿革
黃輝煌為水頭黃氏長房五樹派下十九世，早年因在印尼巴厘巴板發現石油則前往該地經商而致富，1930年，黃輝煌匯了12,000銀元返鄉，並委請福建匠師陳南安、傅允評和傅允賀設計建造洋樓。其建築為三塔壽洋樓，共裝飾融合了閩南、南洋和西方的建築風格。
由於水頭聚落靠近海邊，是許多強盜覬覦的對象，自完工後，宅邸為防禦措施而於1931年進行擴建，花費13,000銀元，請人興建右護龍、一層洋樓（假樓）和得月樓（軍樓）。得月樓即為全村銃樓，其名字由后浦東門境許維舟題名，取自宋代蘇麟《斷句》詩文「近水樓台先得月」，高11.26公尺是當時金門最高的建築。三、四樓的牆面設有槍眼，其垛口（鋸齒狀垛牆的城牆）也是用來防禦的。宅第完工後，黃輝煌曾返回金門短暫於此居住一、兩年，之後定居南洋。 1937年，日軍佔領金門，洋樓曾被日軍佔用作為營房；並在1949年之後交由國軍長期使用，在八二三砲戰期間，洋樓背立面曾遭受了若干砲彈碎片的打擊。此外胡璉曾駐紮其中作為指揮所。
2000年代，水頭得月樓洋樓群獲選為金門縣歷史建築十景之一、以及臺灣歷史建築百景的第86名。
金門國家公園管理處委請蔡祖求赴印尼泗水找到了所有權登記人黃安鐘的長孫黃廷欽等家族成員。經商討後，黃氏家族於2005年與金門國家公園管理處簽訂委託代管的合約。管理處對於洋樓規劃了修復工程，2007年，金門國家公園管理處編列2007萬元經費，委託建築師許育鳴事務所執行「調查研究與修復計畫」以及「修復工程規劃設計及監造」；隨後委託現代營造股份有限公司進行修復，2009年後，黃輝煌洋樓開放為展示館使用。

## 建築設計
黃輝煌洋樓由主樓洋樓、假厝、銃樓及前埕牆規樓組成，還設有地下層和坑道，以增強其防禦功能。洋樓建材多取自中國大陸，包括於廈門、漳州窯燒製的彩磚、泉州白（花崗石）、福州青鬥石、福杉等。洋樓細部則設有窗楣和鑄鐵欄桿、花瓶欄桿、泥塑雕飾、福祿壽磚雕雕飾。

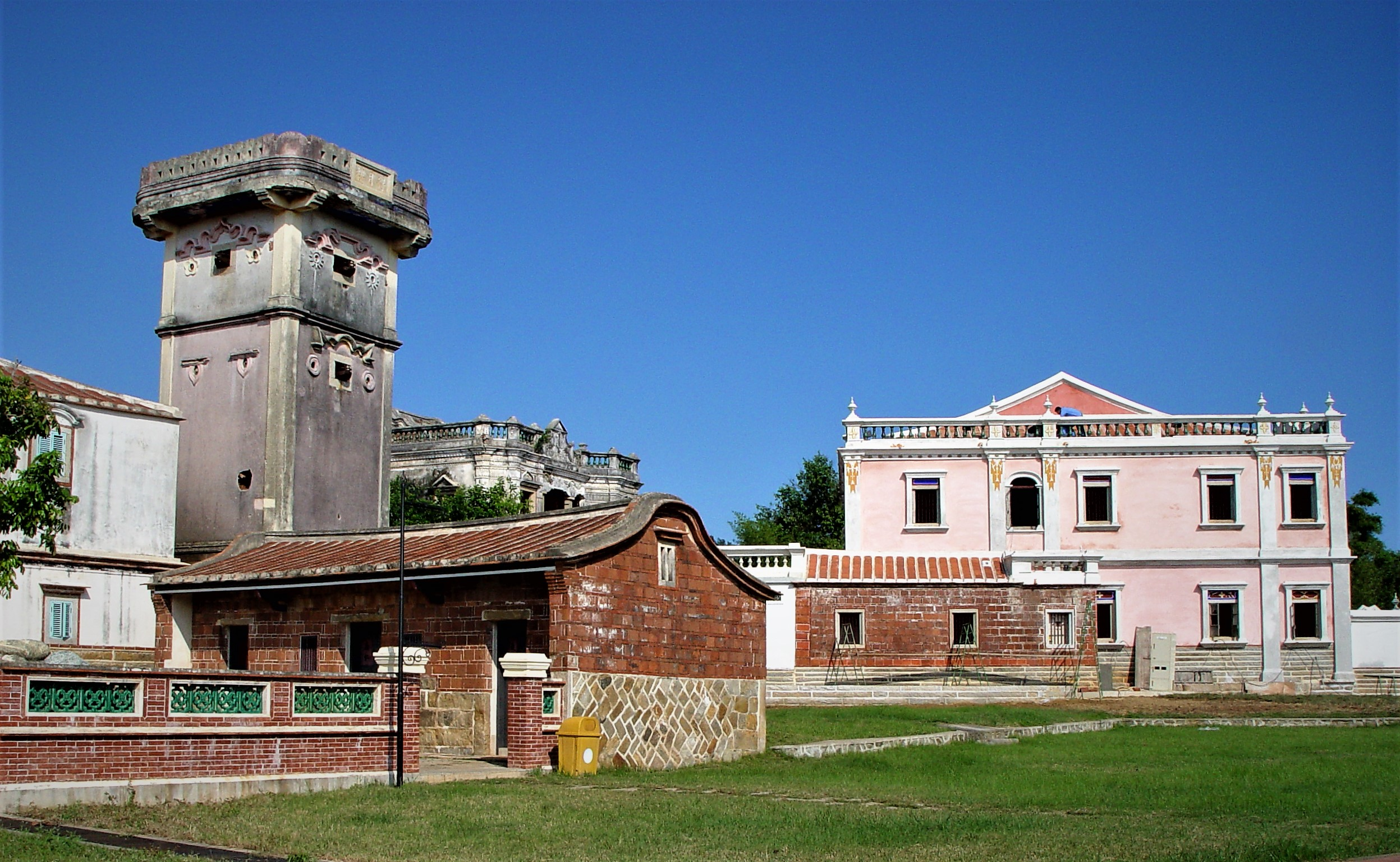
得月樓及黃輝煌洋樓今貌
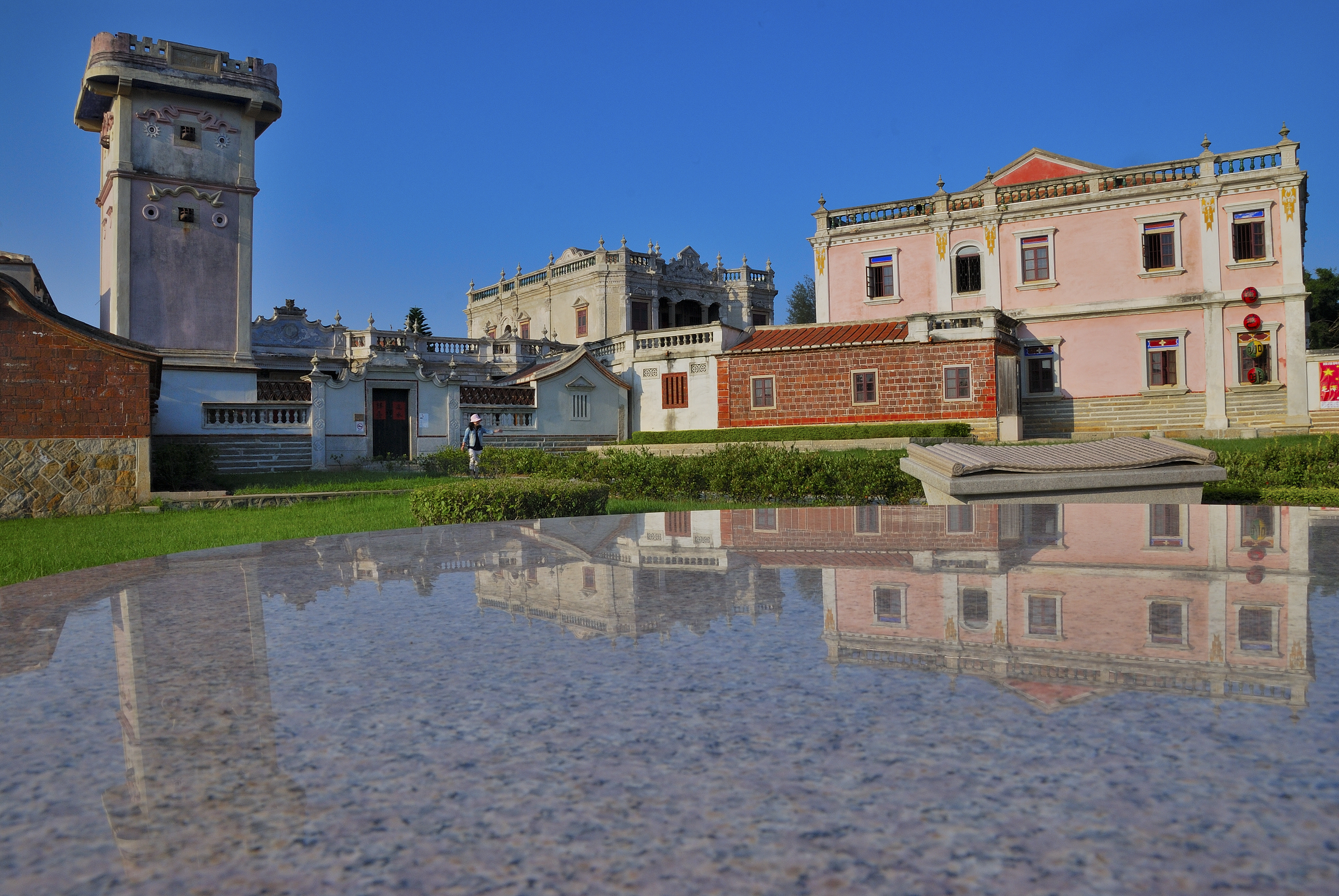
得月樓
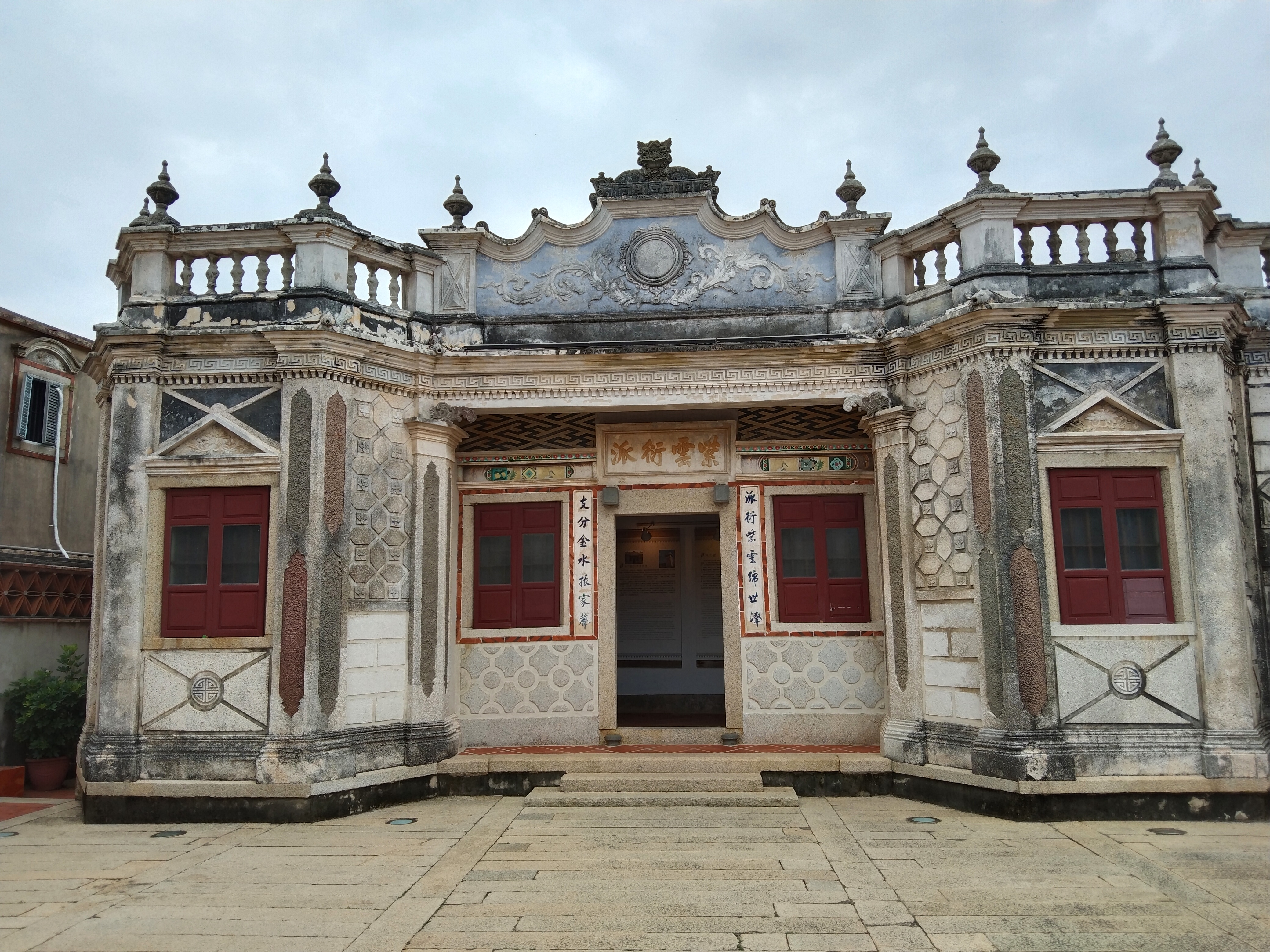
連接洋樓與銃樓的假厝
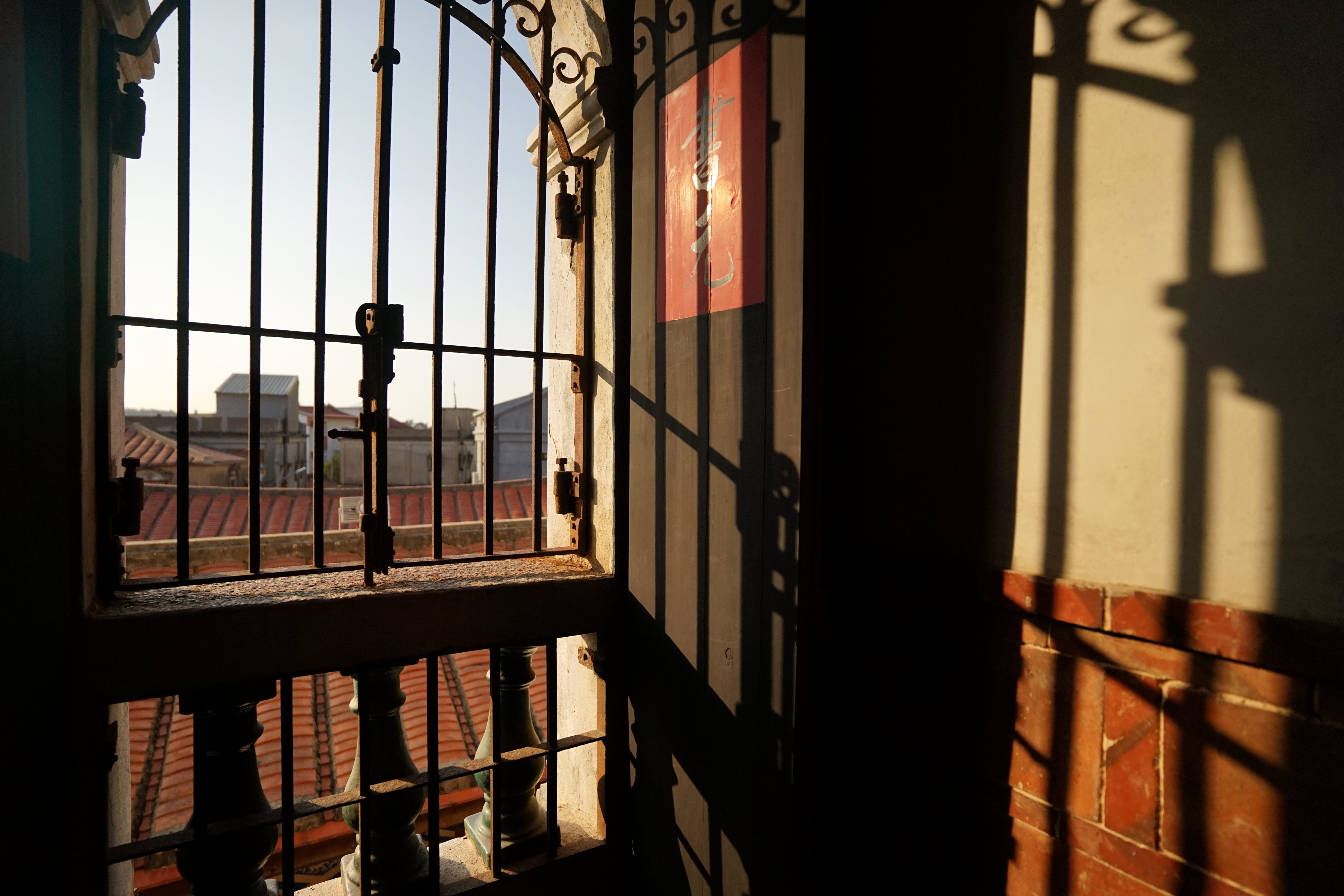
洋樓內部
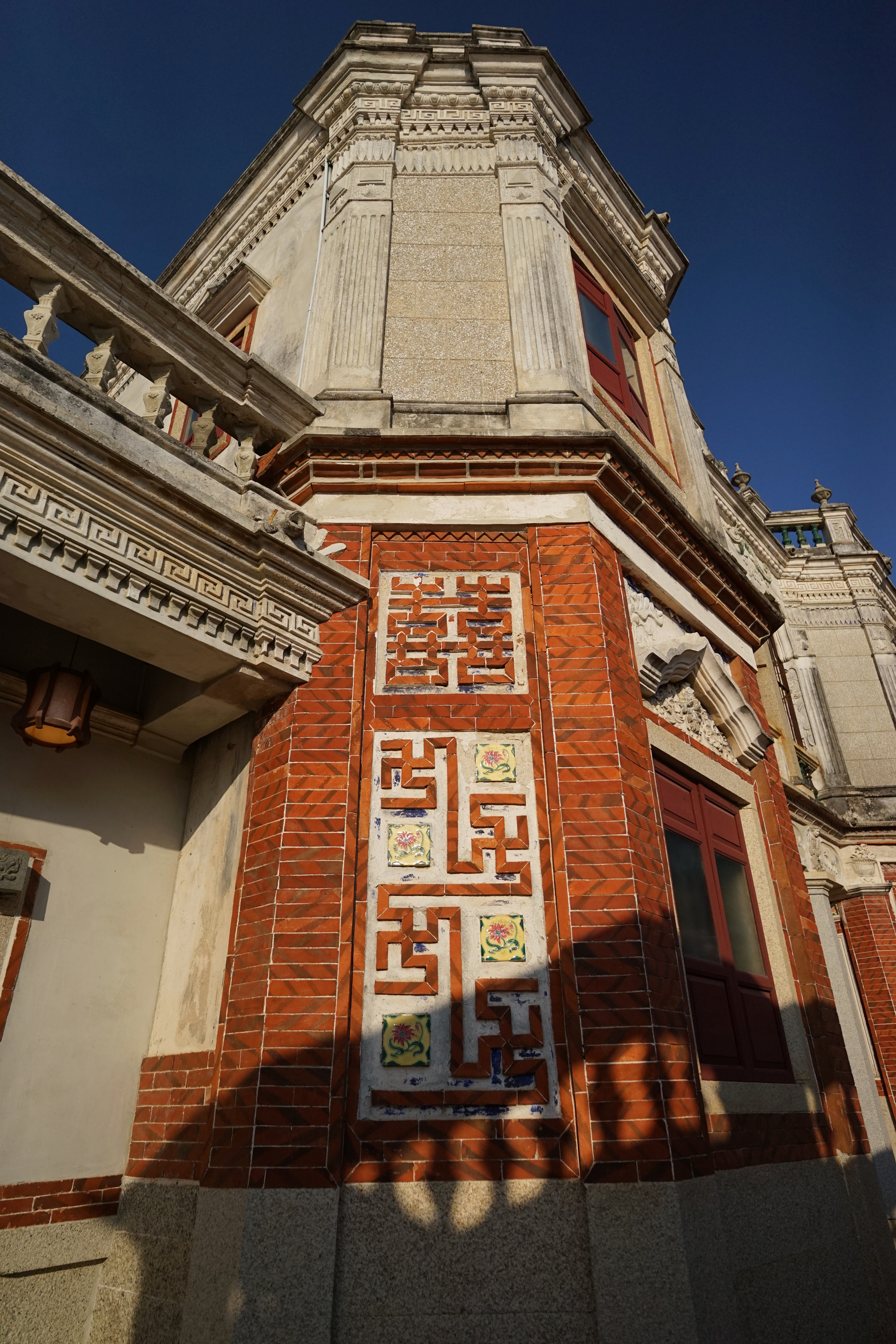
洋樓外牆的囍字浮雕

### 假厝
假厝位於入口中軸線，該建築為一間三開間番仔厝，門額上有黃氏堂號「紫雲衍派」芝泥塑牌匾，水車堵則使用了馬約利卡彩磁裝飾。牆面主以覆蓋蠔殼洗石子，並設有幾何圖形裝飾。該建築因裝飾精緻，在遠處看具有假厝視覺效果，易使盜匪錯誤判斷主體建築之錯覺。

### 主樓
主樓為兩層樓三榻受建築，一樓鏡面的中央有一對八角形立柱，橫楣上裝飾花草、動物元素為主題的泥塑，牆身為煙炙磚砌，並刻有吉祥語和卍字的連續紋理的磚組砌裝飾，二樓的中央設置六角形石柱，設有綠釉花瓶欄桿和鑄鐵欄桿，屋頂具有多件山頭泥塑，中央的勳章上刻有「中華民國二十年」銘文，上方有指向12時40分的時鐘等中西合璧吉祥裝飾。
建築採用四坡頂解構，兩側山牆規帶呈現出五弧波浪的形狀，至於內部構造設計則設有豐富的防禦設施，並考慮到逃脫、遮蔽、儲藏功能也設計隱藏式半樓、鬥砌磚牆等設施。作為住宅功能，建築平面格局採用傳統三開間佈局，中央設有大廳，並設置前廳、後廳和樓梯間，兩側為臥室，前後共有三隔間的臥室。

### 得月樓
得月樓作為該建築的機槍樓與防禦設施使用，該結構高11.26公尺、牆厚40公分，為聘請古崗的司傅所設計，一層牆身使用花崗岩平鋪，上方牆體用磚石砌成並抹上灰漿，再塗粉紅色顏料。每一層樓的樓板都設有線腳，該建築的屋頂為磚坪頂，女兒牆設有觀察口、垛口、槍眼、火槍架和觀察口作為防禦，並以泥塑線腳和火焰型窗楣進行裝飾；正立面女兒牆中央有一塊花崗石匾，刻有「得月樓」三字。

## 另見
- 黃永遷、黃永鑿兄弟洋樓

## 外部連結
- 黃輝煌洋樓 - 金門觀光旅遊網 （页面存档备份，存于）
- 得月樓 - 金門觀光旅遊網 （页面存档备份，存于）